# Список игровых кинофильмов СССР (1923)
Список завершённых советских игровых полнометражных и короткометражных фильмов 1923 года производства, снятых для коммерческого проката. В списке отсутствуют неигровые и мультипликационные кинофильмы, а также телефильмы и учебные фильмы, не выходившие в прокат.

## Список фильмов
Все фильмы немые, чёрно-белые, обычного формата, односерийные.
| Основное название           | Дополнительное название                              | Жанр            | Частей | Метраж | Киностудия                    | Республика | Выпуск на экран                               | Режиссёр             | Сохранность                     | Примечание |        |
| --------------------------- | ---------------------------------------------------- | --------------- | ------ | ------ | ----------------------------- | ---------- | --------------------------------------------- | -------------------- | ------------------------------- | --- | ------ |
| Алиса в сказочной стране    |                                                      | киносказка      | 1      | 80     | Госкино                       | Россия     |                                               |                      | не сохранился                   | | [ 1 ]  |
| Атаман Хмель                | Хмель История одной семьи                            | экранизация     | 6      | 1900   | ВУФКУ (Одесса и Ялта)         | Украина    | 22 января 1924 (Л.) 17 апреля 1924 (М.)       | Гардин Владимир      | не сохранился                   | | [ 1 ]  |
| Беспризорные                |                                                      | драма           | 6      | 1600   | т-во «Кино-Москва»            | Россия     |                                               | Карин Владимир       | не сохранился                   | В качестве консультанта в создании участвовал Ф. Э. Дзержинский | [ 2 ]  |
| Борьба за «Ультиматум»      | Комсомолец Федя                                      | приключенческий | 6      | 1850   | Пролеткино                    | Россия     | 24 декабря 1923                               | Бассалыго Дмитрий    | не сохранился                   | Один из первых советских приключенческих фильмов | [ 3 ]  |
| Два кота в одном мешке      |                                                      | комедия         | 2      | 500    | т-во «Кино-Москва»            | Россия     |                                               |                      | не сохранился                   | | [ 3 ]  |
| Дворец и крепость           |                                                      | экранизация     | 10     | 3000   | Севзапкино                    | Россия     | 15 февраля 1924                               | Ивановский Александр |                                 | Повторно в 1936 г. — новая редакция, 6 ч., 1600 м | [ 4 ]  |
| Дипломатическая тайна       |                                                      | экранизация     | 6      | 1800   | Севзапкино (М.)               | Россия     | 14 декабря 1923                               | Чайковский Борис     | не сохранился                   | | [ 5 ]  |
| Есть контакт!               |                                                      | агитфильм       | 1      | 250    | Севзапкино                    | Россия     | 29 мая 1923                                   | Максимов Владимир    | не сохранился                   | | [ 6 ]  |
| Жив курилка                 |                                                      | комедия         | 1      | 200    | Госкино                       | Россия     |                                               |                      |                                 | | [ 6 ]  |
| За власть Советов           | Княжна Васильчикова                                  | приключенческий | 7      | 2081   | Севзапкино                    | Россия     | 7 ноября 1923 (Петроград) 30 января 1924 (М.) | Пантелеев Александр  | не сохранился                   | | [ 6 ]  |
| Комбриг Иванов              |                                                      | экранизация     | 5      | 1750   | Пролеткино                    | Россия     | 2 ноября 1923                                 | Разумный Александр   |                                 | | [ 7 ]  |
| Комедиантка                 | Тупейный художник                                    | экранизация     | 6      | 1600   | Севзапкино                    | Россия     | 26 июня 1923 (Петроград) 13 июля 1923 (М.)    | Ивановский Александр | сохранился без 6-й части        | Первое выступление в кино Екатерины Корчагиной-Александровской | [ 8 ]  |
| Красные дьяволята           |                                                      | приключенческий | 10     | 3800   | Киносекция Наркомпроса Грузии | Грузия     | 25 сентября 1923 (Тифлис) 30 ноября 1923 (М.) | Перестиани Иван      |                                 | Выпущенный в 2 сериях, впоследствии был сведён в один фильм. Продолжением дальнейшей истории жизни и деятельности «красных дьяволят» явилась серия картин с их участием: «Савур-могила», «Преступление княжны Ширванской», «Наказание княжны Ширванской» и «Иллан-Дилли» | [ 9 ]  |
| Магнитная аномалия          |                                                      | комедия         | 3      | 585    | ВУФКУ (Одесса)                | Украина    | 4 октября 1923                                | Чардынин Пётр        | не сохранился                   | Сценарий был написан в стихах | [ 10 ] |
| На крыльях ввысь            |                                                      | приключенческий | 6      | 2240   | Госкино (3-я ф-ка)            | Россия     | 30 января 1924                                | Михин Борис          | не сохранился                   | | [ 11 ] |
| Не пойман — не вор          | Кандидат в президенты                                | экранизация     | 6      | 1615   | ВУФКУ (Одесса)                | Украина    | 1 января 1924 (Л.) 31 июля 1924 (М.)          | Чардынин Пётр        |                                 | | [ 12 ] |
| Помещик                     | Тиран                                                | экранизация     | 6      | 1720   | ВУФКУ (Ялта и Одесса)         | Украина    | 4 января 1924                                 | Гардин Владимир      | не сохранился                   | Судя по отзывам «Правды», социальная трактовка темы уступила место поверхностному изложению истории о сластолюбивом барине-крепостнике и его жертвах | [ 13 ] |
| Потоки                      | Дыхание новой жизни                                  | драма           | 5      | 1180   | ВУФКУ (Одесса)                | Украина    | 7 ноября 1923 (Харьков) 20 декабря 1924 (М.)  | Салтыков Николай     | не сохранился                   | | [ 14 ] |
| Разбойник Арсен             | Арсен-разбойник Горный орёл Грузинский Стенька Разин | экранизация     | 7      | 1665   | Госкинпром Грузии             | Грузия     | 16 мая 1924                                   | Барский Владимир     |                                 | Первое выступление в кино Нато Вачнадзе | [ 15 ] |
| Семья Грибушиных            | Страна солнцевеющая                                  | драма           | 6      | 2100   | т-во «Кино-Москва»            | Россия     | 6 апреля 1923                                 | Разумный Александр   | не сохранился                   | | [ 16 ] |
| Сказка о мёртвой царевне    |                                                      | киносказка      | 3      | 700    | Госкино                       | Россия     |                                               |                      | не сохранился                   | | [ 16 ] |
| Слесарь и канцлер           | Канцлер и слесарь                                    | экранизация     | 6      | 2148   | ВУФКУ (Ялта и Одесса)         | Украина    | 4 марта 1924 (Л.) 12 июля 1924 (М.)           | Гардин Владимир      | сохранился без 1-й и 6-й частей | | [ 17 ] |
| Торговый дом «Антанта и К°» |                                                      | экранизация     | 2      | 535    | Кино-Север и Арт-экран        | Россия     | 13 ноября 1923                                | Державин Константин  | не сохранился                   | | [ 18 ] |
| У позорного столба          | Отцеубийца                                           | экранизация     | 7      | 1686   | Госкинпром Грузии             | Грузия     | 6 мая 1924                                    | Бек-Назаров Амо      |                                 | Первая режиссёрская работа Амо Бек-Назарова | [ 19 ] |
| Хозяин чёрных скал          |                                                      | комедия         | 6      | 1850   | ВУФКУ (Ялта и Одесса)         | Украина    | 8 января 1924                                 | Чардынин Пётр        | не сохранился                   | | [ 20 ] |
| Часовня св. Иоанна          | Гибель «Надежды»                                     | экранизация     | 6      | 2030   | Севзапкино (М.)               | Россия     | 19 января 1924                                | Чайковский Борис     | не сохранился                   | | [ 20 ] |
| Человек человеку волк       |                                                      | приключенческий | 5      |        | Киносекция Наркомпроса Грузии | Грузия     | 1 февраля 1923                                | Перестиани Иван      | не сохранился                   | В числе 2 других фильмов грузинского производства («Сурамская крепость» и «Арсен Джорджиашвили») был показан на Лионской ярмарке | [ 21 ] |